# Frank Kearse
Frank Kearse (Savannah, 28 ottobre 1988) è un giocatore di football americano statunitense che gioca nel ruolo di nose tackle per i Washington Redskins della National Football League (NFL). Fu scelto nel corso del settimo giro (231º assoluto) del Draft NFL 2011 dai Miami Dolphins. Al college ha giocato a football alla Alabama A&M University.

## Carriera professionistica

### Miami Dolphins
Kearse fu scelto nel corso del giro del Draft 2011 dai Miami Dolphins ma fu tagliato prima dell'inizio della stagione regolare.

### Carolina Panthers
Dopo il taglio da parte dei Dolphins, Kearse passò ai Carolina Panthers con cui, nella sua stagione da rookie, disputò sei partite, quattro delle quali come titolare, mettendo a segno 8 tackle, 0,5 sack e un passaggio deviato. Nella stagione 2012 scese in campo 8 volte, di cui 4 come titolare, facendo registrare 8 tackle e un sack.

### Dallas Cowboys
Dopo avere passato parte della stagione 2013 nella squadra di allenamento dei Tennessee Titans, Kearse firmò coi Dallas Cowboys con cui disputò due partite.

### Washington Redskins
Il 17 marzo 2014, Kearse firmò coi Washington Redskins.

## Statistiche
| Partite totali      | 16  |
| Partite da titolare | 8   |
| Tackle totali       | 23  |
| Sack                | 1,5 |
| Intercetti          | 0   |
| Fumble forzati      | 0   |

Statistiche aggiornate alla stagione 2013